# Gunnarnkalven
Gunnarnkalven är en sjö i Storumans kommun i Lappland och ingår i Umeälvens huvudavrinningsområde. Sjön har en area på 0,182 kvadratkilometer och ligger 369 meter över havet. Sjön avvattnas av vattendraget Gunnarbäcken (Storbäcken).

## Delavrinningsområde
Gunnarnkalven ingår i det delavrinningsområde (723051-157302) som SMHI kallar för Inloppet i 722555-157624. Medelhöjden är 400 meter över havet och ytan är 55,6 kvadratkilometer. Räknas de 7 avrinningsområdena uppströms in blir den ackumulerade arean 166,87 kvadratkilometer. Gunnarbäcken (Storbäcken) som avvattnar avrinningsområdet har biflödesordning 3, vilket innebär att vattnet flödar genom totalt 3 vattendrag innan det når havet efter 241 kilometer. Avrinningsområdet består mestadels av skog (83 procent). Avrinningsområdet har 0,18 kvadratkilometer vattenytor vilket ger det en sjöprocent på 0,3 procent.